# アフガニスタン人民民主党
アフガニスタン人民民主党(アフガニスタンじんみんみんしゅとう、パシュトー語: 
د افغانستان د خلق دموکراټیک ګوند、ダリー語: 
حزب دموکراتيک خلق افغانستان)は、アフガニスタンに1965年から1990年頃まで存在した左翼政党である。1978年から1992年までアフガニスタンの革命政権の与党であった。ヌール・ムハンマド・タラキーにより創設された。内部はパルチャム派とハルク派に分かれていた。

## 党名
- ダリー語でحزب دموکراتيک خلق افغانستان
- パシュトー語でد افغانستان د خلق دموکراټیک  ګوند
- 英語でPeople's Democratic Party of Afghanistan, 通称PDPA。

## 歴史

### 野党時代
アフガニスタン人民民主党は、1964年にアフガニスタン王国において立憲君主制が採用され、議会選挙が実施されることになった情勢に応じて、1965年1月に結成された。首都カーブルの都市化と近代化にともなって台頭した学生運動・労働運動を基盤として、反封建、民主主義、農地改革を要求に掲げ、4議席を獲得した。党の書記長はヌール・ムハンマド・タラキー、国会議員にはバブラク・カールマルが名を連ねた。
1966年4月に人民民主党は機関紙「ハルク（人民）」を創刊したが、農地改革を要求したことを咎められ、1か月で発禁にあった。党は方針を変えなかったが、カールマルらが農地改革の要求を取り下げて分裂し、別の機関紙「パルチャム（旗）」を創刊した。急進的なハルク派はタラキーらに率いられて労働者や地方教員など大衆的な階層で支持され、穏健なパルチャム派はカールマルのもとで学生・知識人・軍人などエリート的な層で支持を受けた。
1973年に王族のムハンマド・ダーウードがクーデターを起こして共和制を樹立すると、パルチャム派はダーウードに協力し、ハルク派は対決した。ハルク派のハフィーズッラー・アミーンは軍隊に工作して反政府の秘密組織をつくりあげた。合法路線をとったパルチャム派は、ダーウードがアメリカ寄りの外交政策をとって国内への弾圧を強めると、政権と手を切った。そろって反政府陣営に属した両派は、1977年に人民民主党の再統一を果たした。
両派は、ソビエト連邦のKGBと積極的に協力した。

### 革命政権
1978年、反政府デモが繰り広げられる中、ハルク派のアミーンとつながりを持つ軍人がクーデターを起こしてダーウード政権を打倒した。アフガニスタンの4月革命である。タラキーが革命評議会議長となり、ハルク派とパルチャム派がともに革命政府を構成してアフガニスタン民主共和国を樹立した。
しかし両派の対立はすぐに顕在化し、カールマルが2か月後に駐チェコスロバキア大使に左遷された。パルチャム派を政府から排除したハルク派は、農地改革を含む急進的な改革に着手した。改革が地方反乱をまねくと、今度はハルク派内部で対立が生まれた。1979年9月にタラキーとアミーンが争い、結果はタラキーの失脚に終わった。革命政府は反乱勢力に対抗する必要もあってソ連に対する外交的・軍事的依存を深めたが、ソ連のほうでは急激な改革が抵抗をまねいていると認識していた。
1979年12月に、ソ連はアフガニスタンに軍事介入し（嵐333号作戦）、アミーンを殺害してカールマルを新政権の首班に据えた。農地改革やイスラム的価値に抵触する改革を鈍化させて、政府への反抗を弱めようというもくろみがソ連にはあったが、かえってソ連軍の存在がアフガニスタン人の抵抗と敵愾心をかきたて、アフガニスタン紛争は収拾不能になった。情勢は政権がムハンマド・ナジーブッラーに代わっても好転しなかった。ソ連軍撤退後、1992年に反乱軍に首都を攻略されると、党組織も崩壊した。

### 崩壊後
ソ連軍撤退後のアフガニスタン内戦に至るまで継続した。2006年のアフガニスタン下院選挙にてPDPA系議員は20人前後当選したが依然としてハルク派とパルチャム派の対立は継続している。ハルク派は、10以上の政党から構成されるアフガニスタン国民民主連合を結成し、ドクトール･カビール･ランジバルらを当選させた。一方、パルチャム派は、アフガニスタン国民民主連合に参加せず選挙を戦いサイイド・ムハンマド・グラーブズイやヌルルハク・オリュミらを当選させた。

## その他
ミクラヨン
共産政権時代、カーブル市内にミクラヨンと呼ばれる鉄筋アパートが建てられた。
党幹部の住宅として使われた。壁にレーニンの顔が描いてあった建物もあった。
祖国党
1990年6月、ソ連の後ろ盾を失ったムハンマド・ナジーブッラーにより、懐柔策のため、イデオロギー色を薄めた組織名に改称。ムジャーヒディーン勢力の抵抗運動に屈服し、アフガニスタンでは1992年に解散。その後ドイツに拠点を移し活動する。
アフガニスタン国民統一党
かつての祖国党関係者によって設立された政党の一つ。2003年8月に元ハルク派のヌルルハク・オリュミを党首として結成された。タリバン政権崩壊後初の選挙で議席を獲得した。
アフガニスタン民主党
元パルチャム派のドクトール･カビール･ランジバルによって設立された政党。

## 主な党員
- ヌール・ムハンマド・タラキー
- ハフィーズッラー・アミーン
- バブラク・カールマル
- ムハンマド・ナジーブッラー
- アサドゥッラー・サルワリ
- アブドゥル・ラティフ・ペドラム
- サイイド・ムハンマド・グラーブズイ
- パチャ・ゴリ・ワファダル
- ヴェスタリ・グラム・ナビ
- モハマッド・ナザール
- モハマッド・ヤーシン・サデキ
- モハマッド・アスラム・ワタンジャル
- シャフナワーズ・タナイ
- ラズ・モハマッド・パクティン
- モハマッド・アセフ・デラワル
- スルタン・アリー・ケシュトマンド
- アブドゥル・カディル
- グラム・ファルク・ヤクビ
- モハマッド・ファイズ
- ラシッド・ドスタム